# Edmond Edmont
Edmond Edmont, född den 8 januari 1849 i Saint-Pol-sur-Ternoise, död där den 22 januari 1926, var en fransk romanist och dialektolog.
Edmont var köpman i sin hemstad och intresserade sig för den lexikaliska särarten på orten. Bokstäverna A och B i en första version av hans Lexique saint-polois inbringade 1883 åt honom ett pris från den regionala akademien. Därigenom gjordes Jules Gilliéron uppmärksam på honom. Han tog kontakt med honom och hjälpte honom att bli publicerad i tidskriften Revue des patois galloromans (med beröm från Gaston Paris och senare från Walther von Wartburg) samt utbildade honom till dialektologisk upptäckare.
Edmont lämnade sin tidigare levnadsbana för att istället från 1897 till 1901 på Gilliérons uppdrag göra undersökningar i 639 franska kommuner för en fransk språkatlas (en andra gång 1911 på Korsika). Gilliéron var så nöjd med den uppenbarligen även fonetiskt begåvade medarbetaren, att han alltid betraktade honom som likvärdig medförfattare till atlasen. Staden Saint-Pol-sur-Ternoise har uppkallat en gata efter Edmond Edmont och satt upp en minnestavla på huset där han dog.